# 2-Dezoksistreptamin N-acetil-D-glukozaminiltransferaza
2-Dezoksistreptamin -acetil--glukozaminiltransferaza (EC 2.4.1.283,  (gen), neoD (gen), kanF (gen)) je enzim sa sistematskim imenom UDP-N-acetil-alfa--glukozamin:2-dezoksistreptamin -acetil--glukozaminiltransferaza. Ovaj enzim katalizuje sledeću hemijsku reakciju
UDP--acetil-alfa--glukozamin + 2-dezoksistreptamin {\displaystyle \rightleftharpoons } UDP + 2'-N-acetilparomamin
Ovaj enzim učestvuje u biosintezi nekoliko klinički značajnih aminociklitolnih antibiotika, uključujući kanamicin, butirozin, neomicin i ribostamicin.

## Literatura
- Nicholas C. Price; Lewis Stevens (1999). Fundamentals of Enzymology: The Cell and Molecular Biology of Catalytic Proteins (Third изд.). USA: Oxford University Press. ISBN 019850229X.
- Eric J. Toone (2006). Advances in Enzymology and Related Areas of Molecular Biology, Protein Evolution (Volume 75 изд.). Wiley-Interscience. ISBN 0471205036.
- Branden C; Tooze J. Introduction to Protein Structure. New York, NY: Garland Publishing. ISBN 0-8153-2305-0.
- Irwin H. Segel. Enzyme Kinetics: Behavior and Analysis of Rapid Equilibrium and Steady-State Enzyme Systems (Book 44 изд.). Wiley Classics Library. ISBN 0471303097.
- William P. Jencks (1987). Catalysis in Chemistry and Enzymology. Dover Publications. ISBN 0486654605.

## Spoljašnje veze
- 2-deoxystreptamine+N-acetyl-D-glucosaminyltransferase на 